# Новосёловский (Курская область)
Новосёловский — посёлок в Курском районе Курской области России. Входит в состав сельского поселения Лебяженского сельсовета. Находится в пригородной зоне Курска.

## География
Посёлок находится в 90 км от российско-украинской границы, в 10 км к юго-востоку от районного центра — города Курск, в 4,5 км от центра сельсовета — посёлка Черемушки.
Улицы
В посёлке улицы Садовая и Тенистая.
Климат
Новосёловский, как и весь район, расположен в поясе умеренно континентального климата с тёплым летом и относительно тёплой зимой (Dfb в классификации Кёппена).
Часовой пояс
Посёлок Новосёловский, как и вся Курская область, находится в часовой зоне МСК (московское время). Смещение применяемого времени относительно UTC составляет +3:00.

## История
Возник как поселение при подсобном хозяйстве Курской фабрики.
В 1966 г. указом президиума ВС РСФСР посёлок подсобного хозяйства Курской фабрики переименован в Новосёловский.

## Население
| 2002 | 2010 |
| ---- | ---- |
| 130  | ↘103 |

## Инфраструктура
Градообразующее предприятие — федеральное казенное предприятие "Курская биофабрика — фирма «БИОК».
Личное подсобное хозяйство. В посёлке 31 дом.

## Транспорт
Действует остановка общественного транспорта «Новосёловский».
Новосёловский находится в 3,5 км от автодороги регионального значения 38К-019 (Курск — Большое Шумаково — Полевая ч/з Лебяжье), в 5 км от автодороги межмуниципального значения 38Н-416 (Курск — Петрин), в 1 км от автодороги 38Н-418 (38Н-416 — 38К-019), в 5,5 км от ближайшей ж/д станции Конарёво (линия Клюква — Белгород).
В 111 км от аэропорта имени В. Г. Шухова (недалеко от Белгорода).